# ナフコ (ホームセンター)
株式会社ナフコ（英: NAFCO Co.,Ltd.）は、福岡県北九州市に本社を置くホームセンター業者・家具販売業者である。

## 概要
「ナフコ（NAFCO）」の社名は「NAtional Furnishing COrporation」の頭文字に由来する（ナフコの運搬トラック等に記載されている）。
家具店発祥で、ホームセンター「ホームプラザ ナフコ」と平行して家具小売り店舗「TWO-ONE STYLE（トゥーワンスタイル）」を展開するほか、家具店とホームセンターの両方の機能を備えたコンビネーションストアー（「ホームプラザナフコ」と「TWO-ONE STYLE」が併設する店舗と「ホームプラザナフコ」内に家具を扱う店舗がある）も多く出店する。
なお、愛知県を中心に展開する食品スーパーのボランタリー・チェーンである「ナフコチェーン」とは関連がない。愛知県エリアの折込チラシは同エリアでの知名度が高い「ナフコチェーン」との誤認を防ぐため、九州（福岡県北九州市小倉北区）が本社のホームセンターである旨の注意書きが記されている。

## 沿革
- 1947年（昭和22年） - 深町家具創業（1953年（昭和28年）に株式会社深町家具店に移行）。
- 1970年（昭和45年）8月19日 - 株式会社ナフコ設立[1]。
- 1970年（昭和45年）10月 - 福岡県大牟田市浜町に第1号店を開設。
- 1973年（昭和48年） - ナフコがホームセンター事業開始。
- 2001年（平成13年）4月 - グループ企業の深町家具店、西日本ナフコ、宮崎ナフコを吸収合併[1]。
- 2003年（平成15年） - ジャスダックへ株式登録。
- 2008年（平成20年）
  - 11月1日 - ポイントカード「ナデポカード」の発行開始。
  - 11月25日 - 埼玉県に埼玉菖蒲店をオープンし、関東地区に進出。
- 2009年（平成21年）
  - 1月15日 - 七尾店をオープンし、石川県に進出。
  - 3月12日 - 安八店をオープンし、岐阜県に進出（2011年(平成23年)8月21日に閉店、岐阜県から一度撤退する）。
- 2010年（平成22年）
  - 4月1日 - グループ企業の直方ナフコを吸収合併。
  - 4月8日 - 鳴門店をオープンし、徳島県に進出。
  - 11月25日 - TWO-ONE STYLE亀岡店をオープンし、京都府に進出（2015年(平成27年)11月3日に閉店）。
- 2011年（平成23年）
  - 10月13日 - 掛川店をオープンし、静岡県に進出。
  - 11月9日 - 橋本店をオープンし、和歌山県に進出（近畿地方への全府県出店を達成）。
  - 12月22日 - 名張店をオープンし、三重県に進出。
- 2012年（平成24年）
  - 6月30日 - 宮城県にTWO-ONE STYLE仙台泉店をオープンし、東北地区に進出。
  - 8月9日 - 茅野店をオープンし、長野県に進出。
  - 9月20日 - 養老店をオープンし、岐阜県に再進出。
- 2013年（平成25年）1月17日 - 四街道店をオープンし、千葉県に進出。
- 2014年（平成26年）6月19日 - 塩山店をオープンし、山梨県に進出。
- 2015年（平成27年）4月28日 - 上市店をオープンし、富山県に進出。
- 2018年（平成30年）4月26日 - おおい店をオープンし、福井県に進出。
- 2019年（令和元年）11月28日 - 長崎県大村市にワークスタイルカジュアル型専門店の新業態「フィールスカイ」をオープン[6]。

## 歴代社長
- 深町勝義：1970年 - 2010年
- 石田卓巳：2010年 - 現職、深町の娘婿

## 業績・経営
2003年のJASDAQ登録以降、2014年3月期まで11期連続で売上高を増加させた。2015年3月期は減少したものの、2016年3月期から2期連続で増加に転じ、2018年3月期から2期連続で減少した。当期利益は2007年3月期まで増加し、2008年3月期から2期連続で減益となっていたが、2010年3月期は前期比58.4%増の大幅増益となり、2011年3月期まで2期連続で増益。2012年3月期は前期比0.2%減とわずかながら減益となった。2013年3月期は増益、2014年3月期から2期連続で減益となったものの、2016年3月期は増益、2017年3月期は減益、2018年3月期から2期連続で増益となった。
セグメント別の売上では、生活用品（2019年3月期売上高構成比28.3%）、資材・DIY・園芸用品（同41.6%）、家具・ホームファッション用品（同20.7%）が三本柱となっている。このうち生活用品と資材・DIY・園芸用品は基本的に増収を続けていた。一方、家具・ホームファッション用品は2004年3月期以降、増収となった2006年3月期を除いて減収が続いていたが、2011年3月期以降、4期連続で増収に転じたものの、2015年3月期で減収、2016年3月期で増収、2017年3月期から3期連続で減収となった。
2023年3月29日、プライベートブランド商品に係る受入検査を行っていないにもかかわらず、当該商品に瑕疵があることを理由として、下請事業者の責めに帰すべき理由がないにもかかわらず、2021年2月から2022年12月までの間、下請事業者181名に総額4042万6744円分の商品を引き取らせ、送料を負担させていた下請法違反で公正取引委員会から勧告を受けた。

## 店舗

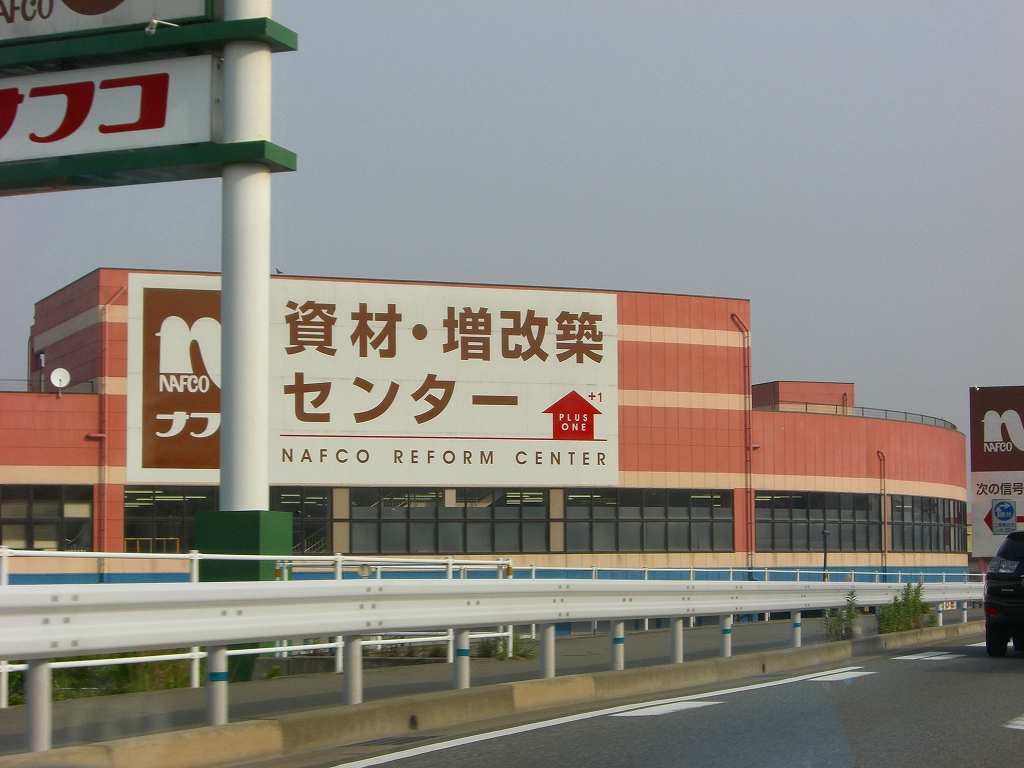
資材・増改築センター ナフコ 福岡東店

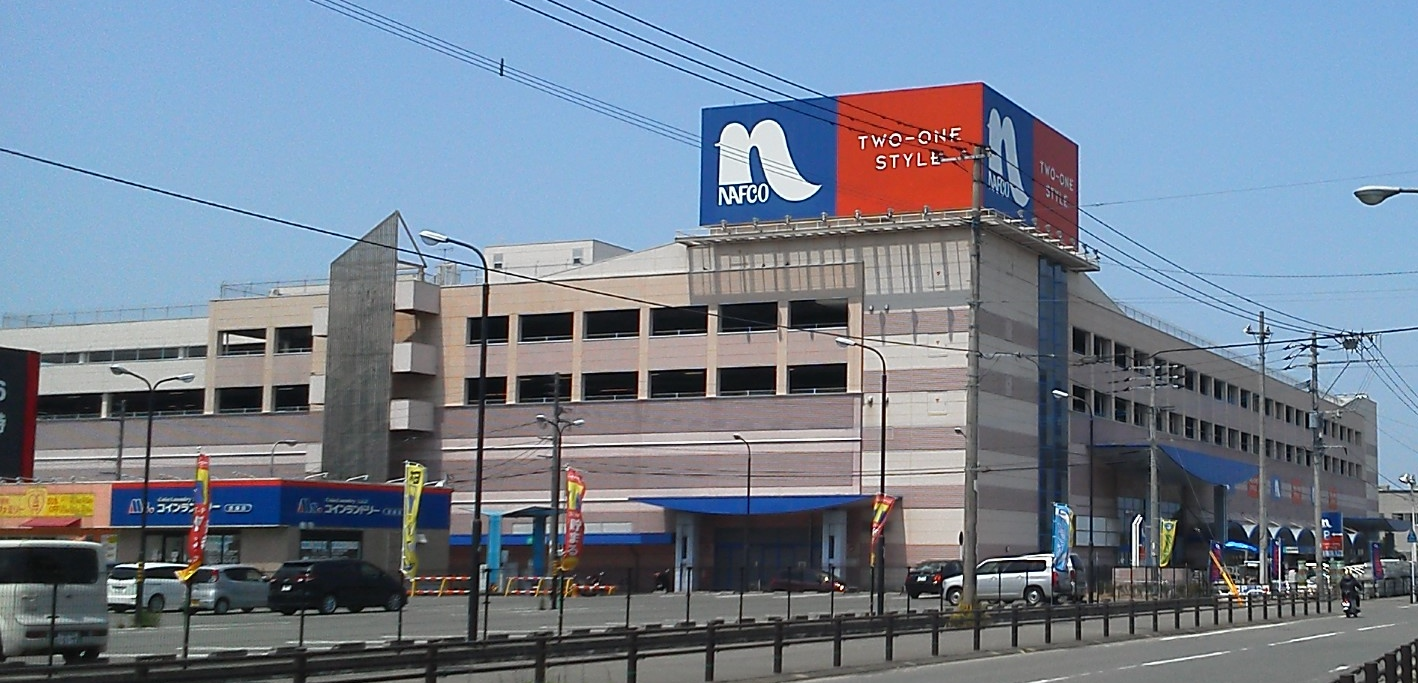
ナフコ&TWO-ONE STYLE 福岡空港店
福岡市博多区

2024年（令和6年）10月現在、九州（沖縄県を除く）・中国・近畿（三重県を含む）・中部・北陸・甲信地方の全県及び香川県・徳島県・千葉県・埼玉県・茨城県・栃木県・宮城県に370店舗を展開する。
ほぼ全店が直営店だが、鹿児島県の1店舗のみ関連会社である株式会社マツサキホームセンターの店舗（FCマツサキ宮之城店）。 店舗数の約53%（195店舗）は九州地方で占められており、中国地方にも店舗数の約2割強（約23%、85店舗）を占めている。近年は大型家電量販店と同様に、店舗の大型・集約化と、老朽化した中小店舗を閉鎖する動きを進めていたが、大型店舗の投資負担を回避するためか中規模店舗中心の出店を行うようになっている。
店舗形態としては、コンビネーション（ホームセンター・ツーワンスタイル併設型店舗）が87店舗、ホームセンター単独店舗が267店舗と、この2業態で店舗数の9割以上を占める。特殊な店舗業態として、建築・園芸資材に特化した「資材・増改築センター」が1店舗（福岡県糟屋郡新宮町、福岡東店）ある。なお、エリアによっては1つの業態のみの展開となっており、石川県はコンビネーション業態のみ、栃木県・茨城県・山梨県・長野県・富山県・福井県・岐阜県・徳島県ではホームセンター業態のみ、宮城県では「ツーワンスタイル」のみの展開である。

## カード

### ポイントカード
ナデポカード
購入金額100円（税抜）につき1ポイントが付与され（毎月特定の日は付与されるポイントが5倍になる）、貯まったポイントはその日から1ポイント=1円として利用可能である（なお、ポイントの有効期限は最終利用日(ポイント付与又は利用した日)から1年間で、1年間利用がなかった場合は全ポイントが失効となる）。
精算時にカードを忘れてしまった場合、事前に忘れた旨を伝えることで「カード忘れポイント繰越票」が発行され、発行日から1ヶ月以内に繰越票を発行した店舗でカードと共に持参することで繰越票分のポイントが付与される。

※カード忘れポイント繰り越し制度は2021年3月31日に終了している。
また、カウンターで買上伝票を発行した際に入会した場合やWebで入会登録を行った場合には、お買い得情報の提供やカード紛失時に再発行したカードにポイントを引継ぎするサービスを受けることが可能である。入会金や年会費は無料。
カードは店頭ですぐに発行が可能。
なお、かつてはあらかじめWebにて入会登録を済ませてからカードを受け取ると取得時に500ポイント（500円分）が付与される（先に店頭で入会してカードを受け取った場合でも、Webでの登録手続きを済ませると同様のサービスを受けられるが、ポイントは登録した次の日に加算される）サービスがあったが、2009年8月31日に終了した。
2008年11月11日に宮崎県でサービスを開始。その後サービスエリアが順次拡大され、2009年4月2日に岐阜県でのサービス開始をもって、全店舗利用可能となった。
2010年5月から、酒類、タバコ、灯油がポイント加算の対象外となった（ポイントの利用は従来通り可能）。
2014年6月5日からは、これまでの現金払いに加え、クレジット払いでもポイントが付与されるようになった。クレジット払いの場合は、200円（税抜）につき1ポイントが付与される。
2020年1月からは電子マネー機能を追加した青基調の「スマートナデポカード」へリニューアルされた。電子マネーは1,000円単位で、最大30万円まで（ただし、1回のチャージにつき49,000円の上限がある）チャージが可能である。ポイント付与率は現金払いの時と同じ（100円(税抜)につき1ポイント付与）。電子マネーの有効期限は最終利用日から3年間となる。また、スマートフォン向け公式アプリとの連携も可能になり、スマートフォンの画面を提示することでもポイント付与や電子マネーの利用が可能となる。
なお、「スマートナデポカード」へのリニューアルに伴って会員サイトへのログイン方法が変更（カード番号から登録したメールアドレスへ変更）となったため、Web会員登録を済ませた「ナデポカード」会員がリニューアル後の会員サイトを利用する場合には、店頭で「スマートナデポカード」への切り替えを行い、会員サイトへの新規登録（再登録）する手続きが必要となる。

### 法人・個人企業向け
ナデビズカード・ナデプロカード・ナデホカード
法人や個人企業には専用のカードが用意されており、これらのカードは九州日本信販に業務を委託している。入会金や年会費、盗難保険料は無料である（盗難保険料はカード発行元である九州日本信販が負担）。
クレジットカードではあるものの、キャッシングや分割払いは利用できない。
「ナデポカード」がクレジット払いでもポイント付与ができるようになったことを受け、2014年に「ナデポカード」と統一感のあるカードデザインに一新し、新たにポイント付与機能が追加された（ポイント付与は「ナデポカード」のクレジット払いの時と同一で、200円(税抜)につき1ポイント）。
- ナデビズカード - 官公庁や一般法人が対象。支払は翌月1回払いで、口座振替を基本とするが、希望により振込にすることも可能。1法人につき最大6枚まで発行可能。
- ナデプロカード - 個人事業主が対象。支払は1回の買い物ごとに翌月・翌々月・3ヶ月後のいずれかを選択可能。1法人につき最大3枚まで発行可能。
- ナデホカード - 農業従事者が対象。支払は「ナデプロカード」同様、1回の買い物ごとに支払月を選択可能で、収穫期に合わせて支払いが可能なように、最長で12ヶ月後まで指定可能。最大2枚まで発行可能。